# Christopher Reid
Christopher John Reid (Hong Kong, 13 maggio 1949) è un poeta, scrittore e cartonista britannico.

## Biografia
Christopher Reid di origini anglosassoni è nato a Hong Kong nel 1949, conseguse gli studi  all'Università di Oxford, dal 1968 al 1971. Nel gennaio 2010 ha vinto il Costa Book Awards 2009 per A Scattering, una raccolta poetica dedicata alla moglie, l'attrice Lucinda Gane, deceduta nel 2005.

## Opere
- Arcadia (1979)
- Pea Soup (1982)
- Katerina Brac (1985)
- In The Echoey Tunnel (1991)
- Universes (1994)
- Expanded Universes (1996)
- Two Dogs on a Pub Roof (1996)
- All Sorts: poems (1999; per bambini)
- Mermaids Explained (2001)
- Alphabicycle Order (2001; per bambini)
- For and After (2003)
- Mr Mouth (2005)
- A Scattering (2009)
- The Song of Lunch (2009)
- A Box of Tricks for Anna Zyx (2009)
- Selected Poems (2011)
- Nonsense (2012)
- Six Bad Poets (2013)